# Vitalius restinga
Espèce
Vitalius restinga est une espèce d'araignées mygalomorphes de la famille des Theraphosidae.

## Distribution
Cette espèce est endémique de l'État de Rio de Janeiro au Brésil. Elle se rencontre vers Arraial do Cabo, Armação dos Búzios, Macaé, Maricá et Saquarema.

## Habitat
Cette espèce se rencontre dans la restinga.

## Description
La femelle holotype mesure 19,87 mm et le mâle paratype 17,96 mm.

## Systématique et taxinomie
Cette espèce a été décrite par Bertani en 2023.

## Étymologie
Son nom d'espèce lui a été donné en référence au lieu de sa découverte, la restinga.

## Publication originale
- Bertani, 2023 : « Two new species of Vitalius (Araneae: Theraphosidae) from the restingas of the states of Rio de Janeiro, Bahia and Sergipe, Brazil. » Zoologia, vol. 40, no e23001, p. 1-17 (texte intégral).